# Brusivka, Bilovodsk
Brusivka (în ucraineană Брусівка) este o comună în raionul Bilovodsk, regiunea Luhansk, Ucraina, formată numai din satul de reședință.

## Demografie
Componența lingvistică a comunei Brusivka
     Ucraineană (97,07%)
     Rusă (2,93%)
Conform recensământului din 2001, majoritatea populației comunei Brusivka era vorbitoare de ucraineană (97,07%), existând în minoritate și vorbitori de rusă (2,93%).